# Monceau-sur-Oise
Monceau-sur-Oise är en kommun i departementet Aisne i regionen Hauts-de-France i norra Frankrike. Kommunen ligger  i kantonen Guise som ligger i arrondissementet Vervins. År 2022 hade Monceau-sur-Oise 130 invånare.

## Befolkningsutveckling
Antalet invånare i kommunen Monceau-sur-Oise
Referens: INSEE